# Lingua romancia
Il romancio (rumantsch, romontsch, rumauntsch) è una lingua romanza parlata in Svizzera. Appartiene al sottogruppo delle lingue retoromanze e come tale ha grandi affinità con il ladino e con il friulano, entrambi parlati in Italia.

## Estensione del romancio
Il romancio viene parlato oggi solo in alcuni territori isolati del cantone svizzero dei Grigioni. Secondo il censimento federale, nel 1990 vi erano ancora 66 356 persone che parlavano regolarmente il romancio, di cui 39 632 come lingua madre. Nel 2000 soltanto 35 095 persone hanno affermato di parlare il romancio come lingua principale.
Il romancio nella sua globalità fu riconosciuto, con la votazione popolare del 20 febbraio 1938, come la quarta lingua nazionale della Svizzera, inizialmente tuttavia senza il carattere di una lingua ufficiale; in seguito ad un'altra votazione, il 10 marzo 1996 l'idioma romancio divenne ufficiale "nei rapporti con le persone di lingua romancia" all'interno del Paese.
Con la nuova Costituzione federale del 1999 la lingua ha ora ottenuto il rango di lingua amministrativa (ognuno dei cinque dialetti principali ha la stessa dignità degli altri). Per questo motivo il romancio è lingua veicolare nelle scuole dei comuni di lingua romancia. Vi sono anche dei programmi televisivi (offerti soprattutto dalla RTR) e giornali (come La Quotidiana) in questa lingua.

## Storia del romancio
In origine il territorio oggi occupato da popolazioni di lingua romancia era forse insediamento dei Celti e, probabilmente solo nella parte orientale dell'attuale canton Grigioni, dei Reti. Per quanto riguarda la classificazione della lingua retica, non ci sono dati certi; si suppone tuttavia che la lingua retica non fosse indo-europea, ma ricostruzioni affidabili non sono possibili a causa dei reperti soltanto parziali dei Reti; è possibile che esistesse una parentela abbastanza stretta tra il reto e l'etrusco, ma anche questa ipotesi rimane incerta.
I popoli celti e reti furono sottomessi nel 15 a.C. durante la campagna delle Alpi dai Romani, che portarono nel territorio il latino (principalmente nella forma semplificata parlata dal popolo e dai militari).
Non si sa quanto velocemente sia stata latinizzata questa regione; il processo, in ogni caso, deve essere durato (come anche in altre zone) diversi secoli. Alla fine dell'antichità, secondo studi linguistici tuttavia non ancora conclusi, le parlate preromane originarie verosimilmente si erano estinte, lasciando solo pochi prestiti nel latino provinciale. Questi prestiti si riferiscono soprattutto ad elementi della flora e della fauna alpine, così come a caratteristiche peculiari del territorio; per esempio, dal retico provengono (a)gnieu 'nido d'aquila o di uccelli rapaci', crap 'pietra, sasso', grusaida 'rosa delle Alpi', izun 'mirtillo nero', schember 'pino cembro', tschess 'avvoltoio', urblauna 'pernice bianca'. Alcuni celtismi includono, per esempio, carmun 'donnola', l'engadinese dischöl, döschel 'folletto maligno', dratg 'vaglio per il grano', l'alto engadinese giop 'ginepraio', giutta 'grani d’orzo, orzo pestato', glitta 'melma', grava 'smottamento, petrisco accumulato dalla frana', marv 'rigido, insensibile al freddo', mat 'ragazzo' ~ matta 'ragazza' (cfr. l'alessandrino mata per 'ragazza'), mellen 'giallo', tegia 'malga, baita d'alpe, cascina di maggengo', trutg 'sentiero, passaggio a piedi sui monti', tschigrun 'Zieger (formaggio fresco)', umblaz 'chiovolo: corda o anello che unisce il giogo al timone (carro, aratro)'.
Nell’Alto Medioevo l’area abitata dalle popolazioni latine protoromance doveva essere molto maggiore, estendendosi su quasi tutta l’attuale Svizzera tedesca e fino alla Baviera meridionale verso nord, mentre a est doveva estendersi almeno sino all’attuale Austria centrale. A partire dall'VIII/IX secolo la regione entrò nell'area di influenza germanica, e nel corso del tempo il tedesco divenne progressivamente lingua ufficiale, mentre le parlate evolutesi dal latino volgare (il romancio, appunto) venivano considerate come una disprezzata «lingua di contadini».
La più antica attestazione scritta del romancio è la prova di penna di Würzburg. I primi testi in romancio che siano giunti fino a noi sono traduzioni di prediche tenute in latino: solo all'epoca della riforma protestante cominciarono a stabilizzarsi degli standard scritti nei diversi idiomi romanci, e si pubblicarono interi testi scritti in questa lingua (per lo più innari, bibbie, catechismi).
La ragione principale per cui per secoli non si sviluppò uno standard unitario per tutti gli idiomi, e per cui il romancio continuò a perdere terreno a vantaggio della lingua tedesca, fu la mancanza di un centro politico e culturale romancio. La città di Coira, l'unica che avrebbe potuto assurgere ad una simile funzione in quanto sede vescovile, finì sotto l'influsso germanico già in epoca antica, e a partire dal XV secolo era già una città di sola lingua tedesca. Solo in tempi recenti, cioè dall'inizio del XX secolo, si è potuto costituire in città un centro culturale per la lingua romancia, in seguito all'emigrazione dei parlanti dalle vallate dei dintorni; da questo centro, oggi, partono impulsi importanti verso le terre originarie dei suoi parlanti. Quest'evoluzione si sviluppa con la crescente formazione di una coscienza linguistica romancia, che mancava ancora in larga parte prima del XIX secolo.
Proprio a metà del XIX secolo si affermò anche il termine "reto-romancio" in riferimento a questa lingua; esso richiama il nome della provincia romana della Rezia, che tuttavia comprendeva un territorio assai più esteso di quello abitato dai Reti, che, secondo le ricerche più recenti, vivevano soltanto nell'estrema parte orientale dei Grigioni, cioè nell'Engadina inferiore e in Val Monastero (Val Müstair). La parentela del romancio con il retico potrebbe, quindi, essere soltanto un mito. Tuttavia continua ad essere sorprendente, per la linguistica attuale, il fatto che elementi della lingua e della cultura degli abitanti delle Alpi sottomessi all'impero romano - chiunque essi siano stati - si siano mantenuti a tutt'oggi. Quindici secoli di germanizzazione, di fatto, non sono riusciti a portare all'estinzione totale la lingua romancia, così come, anteriormente, sei secoli di latinizzazione non erano riusciti a cancellare del tutto la lingua e la cultura della popolazione pre-romana, probabilmente celtica, che vi viveva: un'eco della lingua pre-romana e della sua cultura rivive ancora oggi nel romancio, sebbene in pochi termini. 

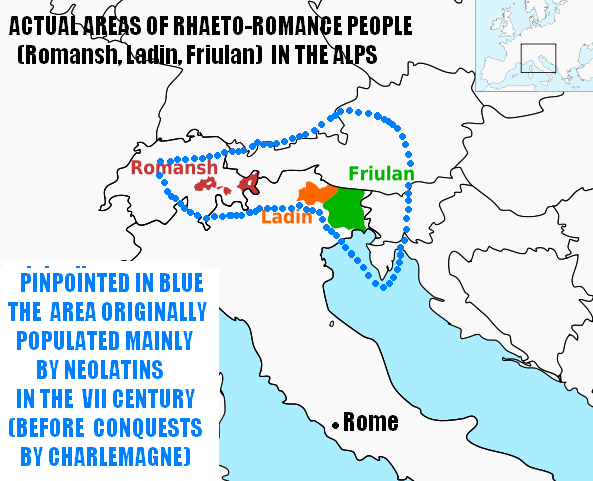
Contrazione dell'area delle lingue retoromanze

Che in passato la lingua romancia fosse parlata in un territorio notevolmente più ampio, lo si nota dalla toponimia, così come anche dai molti prestiti nelle regioni oggi di lingua tedesca nei cantoni di Svitto, Glarona e San Gallo. I toponimi dimostrano che ancora nell'alto Medioevo e in parte anche in tempi più recenti, il confine linguistico si trovava più ad ovest, presso il distretto di Gaster, il Lago di Walenstadt (il cui nome deriva dal tedesco welsch, termine che indicava proprio chi parla una lingua romanza) e nella valle del Reno al «Salto del Cervo» (Hirschensprung). In Austria, buona parte del Vorarlberg e della parte occidentale del Tirolo erano di lingua romancia; fino al XVIII secolo era romancia anche parte dell'alta Val Venosta, come pure il villaggio di Tubre in Val Monastero (Sud Tirolo). Inoltre, ancora oggi vengono parlati dei dialetti con caratteristiche romance in Val di Sole, nelle valli di Pejo e Rabbi, nonché a Livigno.
Solo in epoca tarda (dopo l'XI secolo) furono germanizzate quelle regioni i cui toponimi non sono accentati sulla prima sillaba, per esempio Bad Ragaz, Sargans, Vaduz (che deriva dal latino aquaeductus ‘acquedotto’), il Montafon, Tschagguns e Galtür.

### Parentela con il ladino dolomitico e con il friulano
Da un punto di vista linguistico sussiste una stretta parentela tra il romancio e il ladino dolomitico, come anche con la lingua friulana, non solo nell'ovvia comune derivazione dal latino, ma in altre caratteristiche peculiari di grammatica e fonetica che hanno accomunato lo sviluppo di queste tre lingue. Per questo motivo le tre lingue sono state riunite in senso lato nel gruppo linguistico «reto-romanzo», confortato in senso storico-geografico dall'antica continuità geografica dei tre gruppi linguistici (che si è persa del tutto solo nel tardo medioevo, con la germanizzazione e il regresso dei parlanti del ladino dolomitico).
Questo sottogruppo all'interno delle lingue romanze, che sta in stretta connessione con la Questione ladina, è stato tuttavia contestato, soprattutto per ciò che concerne l'affermazione secondo cui l'evoluzione simile dei tre gruppi linguistici sarebbe imputabile ad un comune substrato linguistico retico, antecedente alla latinizzazione dell'area. La ricerca linguistica non è finora riuscita a confermare che tale comune substrato retico sia esistito veramente, viste anche le scarse conoscenze della antica lingua retica e visto anche che le popolazioni preromane dell'intera area furono solo in parte retiche, essendo presenti e forse prevalenti gruppi celtici stabili, soprattutto nelle regioni grigionese (ad ovest) e carnica (ad est).

## Le cinque varianti e il romancio grigionese
Per via della posizione remota di molte località e vallate del cantone dei Grigioni, si sono sviluppati diversi dialetti romanci, che possono essere suddivisi in cinque gruppi (l'elenco segue la diffusione da est ad ovest):
- sursilvano (sursilvan), parlato nella valle del Reno Anteriore fino a Domat/Ems e Rhäzüns/Razén vicino a Coira, come anche nella laterale Val Lumnezia
- sottosilvano (sutsilvan), parlato nei territori del Reno Posteriore, nei comuni montani di Domleschg e di Schams (Schons), alcune isole linguistiche si trovano anche a Heinzenberg e in Val Ferrera.
- surmirano (surmiran), parlato nella valle dell'Albula tra Alvaschein e Alvaneu (per esempio Tiefencastel, Lenzerheide) e nella Val Sursette.
- alto engadinese (ladin putér) parlato nell'Alta Engadina e a Bergün, che non appartiene geograficamente all'Engadina.
- basso engadinese (ladin vallader), parlato nella Bassa Engadina e nella Val Monastero.

L'alto engadinese e il basso engadinese vengono riuniti dai parlanti romancio sotto il nome di rumantsch ladin: («Chara lingua da la mamma, tü sonor rumantsch ladin...» è l'incipit di una nota poesia dell'engadinese Gudench Barblan).
Ognuno di questi cinque idiomi ha sviluppato una lingua scritta, che comunque rappresenta già un compromesso tra i diversi dialetti locali.
L'ultimo tentativo di creare uno standard scritto per tutti gli idiomi romanci è stato fatto dalla Lia Rumantscha, che per statuto lavora per mantenere e promuovere le lingue romance. Il risultato è stato il romancio grigionese.
Dal 1982 il romancio grigionese è la lingua amministrativa ufficiale di comunicazione tra la popolazione di lingua romancia.
Tuttavia il romancio grigionese non è stato accolto con entusiasmo. Molti grigionesi, non solo romanci, trovano l'uso nella comunicazione orale impraticabile e temono oltretutto che la lingua artificiale porti alla morte definitiva delle varianti locali. Altri sono ottimisti e rimandano all'esempio della lingua scritta tedesca, che non è sostanzialmente riuscita ad influenzare i dialetti della svizzera tedesca.
Nell'agosto del 2003 il parlamento cantonale dei Grigioni ha stabilito che il materiale di formazione in lingua romancia nella scuola elementare, che fino ad allora era stato pubblicato soltanto nei cinque idiomi tradizionali, dovesse essere pubblicato gradualmente soltanto in romancio grigionese. Nel 2011, tuttavia, questa decisione è stata revocata.

## Fonologia e ortografia
Caratteristici del romancio sono due consonanti affricate assenti sia nelle lingue romanze sia in quelle germaniche (ma presenti, ad esempio, in ungherese e nelle lingue slave): 
- /ʥ/, affricata alveolo-palatale sonora (a volte pronunciata anche [ɟ], occlusiva palatale sonora), scritta ⟨g⟩: assomiglia a /ʤ/, la ⟨g⟩ italiana di «Genova» o «gennaio», che però non è palatalizzata,
- /ʨ/, affricata alveolo-palatale sorda (a volte pronunciata anche [c], occlusiva palatale sorda). Per la rappresentazione di questo fonema, esistono due varianti scritte: 
  - negli standard scritti del sursilvano, del sottosilvano e del surmirano, esso viene scritto ⟨tg⟩ (uno dei digrammi romanci che più dànno nell'occhio);
  - nell'engadino superiore e nell'engadino inferiore, invece, si trova per questo fonema il digramma ⟨ch⟩.

Nel romancio grigionese si è giunti così ad un compromesso: all'inizio della parola, per questo suono si trova scritto ⟨ch⟩, all'interno e alla fine della parola si scrive invece ⟨tg⟩. Nei toponimi, tuttavia, questo adattamento non viene applicato, per rispetto delle grafie storiche.
Poiché però da un lato la fricativa postalveolare sorda ʃ (come pure la corrispondente sonora /ʒ/) in engadino si trascrive ⟨sch⟩ come in tedesco, e d'altro canto spesso si trova anche la combinazione di /s/ e /tɕ/ isolate, il nesso consonantico che risulta in quest'ultimo caso viene trascritto con i grafemi ⟨s-ch⟩ uniti da un trattino, proprio per evidenziare la differenza da quel ⟨sch⟩ che trascrive una fricativa; in base a questa regola, per esempio, toponimi come S-chanf o Cinuos-chel sono pronunciati  e , mentre altri come Puntraschigna o Schlarigna sono pronunciati  e .
| Maiuscole |    |     |    |   |    |     |    |   |            |    |    |    |   |    |    |    |    |    |   |    |     |      |
| A         | B  | C   | D  | E | F  | G   | H  | I | J          | L  | M  | N  | O | P  | Q  | R  | S  | T  | U | V  | X   | Z    |
| Minuscole |    |     |    |   |    |     |    |   |            |    |    |    |   |    |    |    |    |    |   |    |     |      |
| a         | b  | c   | d  | e | f  | g   | h  | i | j          | l  | m  | n  | o | p  | q  | r  | s  | t  | u | v  | x   | z    |
| Nomi      |    |     |    |   |    |     |    |   |            |    |    |    |   |    |    |    |    |    |   |    |     |      |
| a         | be | tse | de | e | ef | ghe | ha | i | jot/i lung | el | em | en | o | pe | ku | er | es | te | u | ve | iks | tset |

| Ortografia | IPA        | Esempi                                      | Note |
| ---------- | ---------- | ------------------------------------------- | --- |
| ⟨b⟩        | [b]        | Surs. ‘chiesa’, Put. 'pozzo'                | |
| ⟨c⟩        | [k]        | Surs. 'canestro', Put. 'corda'              | prima di ⟨a⟩, ⟨o⟩, ⟨u⟩ e delle consonanti                                                                                                   |
| ⟨c⟩        | [ts]       | Surs. , Vall. 'celebrare'                   | prima di ⟨e⟩ e di ⟨i⟩ |
| ⟨ch⟩       | [tɕ]       | Put. 'cappuccio', 'zucchero'                | In Putèr e Vallader |
| ⟨ch⟩       | [k]        | Surs. 'zucchero'                            | In Sursilvan, Sutsilvan, e Surmiran |
| ⟨d⟩        | [d]        | Surs. 'dentro', Put. 'ruota'                | |
| ⟨f⟩        | [f]        | Surs. 'filo', Put. 'fuoco'                  | |
| ⟨g⟩        | [ɡ]        | Surs. 'gattino', Put. 'foresta'             | prima di ⟨a⟩, ⟨o⟩, ⟨u⟩ e delle consonanti sonore                                                                                            |
| ⟨g⟩        | [dʑ]       | Surs. 'capanna', Put. 'gioco', 'sangue'     | prima di ⟨e⟩, ⟨ö⟩, ⟨i⟩, e ⟨ü⟩; la ⟨i⟩ è muta quando è seguita da un'altra vocale; alla fine di parola in Putèr e Vallader (di solito sorda) |
| ⟨gh⟩       | [ɡ]        | Surs. 'regalare', Put. 'ghigno'             | prima della ⟨e⟩ e della ⟨i⟩ (non compare da nessun'altra parte)                                                                             |
| ⟨gl⟩       | [ɡl]       | Surs. 'Glarona', Vall. 'ghiaccio'           | prima di ⟨a⟩, ⟨e⟩, ⟨o⟩, ⟨u⟩, e della ⟨ö⟩ |
| ⟨gl⟩       | [ʎ]        | Surs. 'occhio', ‘cibo’, Put. 'luce'         | prima di ⟨i⟩, ⟨ü⟩, a fine parola; la ⟨i⟩ è muta quando un'altra vocale segue                                                                |
| ⟨gn⟩       | [ɲ]        | Surs. 'nervo', Put. 'cesto'                 | |
| ⟨h⟩        | (muta)     | Surs. 'abitazione', Vall. 'oggi'            | Nella maggioranza dei casi; vedere anche ⟨ch⟩, ⟨gh⟩, e ⟨sch⟩                                                                                |
| ⟨h⟩        | [h]        | Surs. 'furfanti', Vall. 'hobby'             | In alcune interiezioni e prestiti |
| ⟨h⟩        | [x]        | Put. 'amico'                                | In antico Putèr |
| ⟨j⟩        | [j]        | Surs. 'settimana', Put. 'mucca di due anni' | |
| ⟨k⟩        | [k]        | Vall. 'chilogrammo', Vall. 'pezzetto'       | Succede solo nei prestiti a parte in Putèr e Vallader, dove succede anche prima della ⟨i⟩ e della ⟨e⟩                                       |
| ⟨l⟩        | [l]        | Surs. 'luce', Put. 'miele'                  | |
| ⟨m⟩        | [m]        | Surs. 'giallo', Put. 'mole'                 | |
| ⟨n⟩        | [n]        | Surs. 'pane', Put. 'ponte'                  | A parte come sotto |
| ⟨ng⟩       | [ŋ]        | pang 'bread'                                | solo in Surmirano |
| ⟨p⟩        | [p]        | Surs. 'fattore', Put. 'mela'                | |
| ⟨qu⟩       | [ku̯]       | Surs. ‘quattro’, Put. 'conto'               | |
| ⟨r⟩        | [r] or [ʁ] | Put. 'tre', sur. 'tre'                      | può essere sia alveolare che uvulare, a seconda del dialetto e del parlante                                                                 |
| ⟨s⟩        | [s]        | Surs. 'figli', Put. 'qualcosa'              | di solito a inizio parola e dopo consonanti; sempre in ⟨ss⟩ e sempre a fine parola                                                          |
| ⟨s⟩        | [z]        | Surs. 'casa', Put. 'tavola'                 | di solito tra vocali; a volte dopo ⟨l⟩, ⟨n⟩, o ⟨r⟩; a volte a inizio parola                                                                 |
| ⟨s⟩        | [ʃ]        | Surs. 'scaffale', Put. 'farfalla'           | Prima di consonanti sorde; a inizio parola o prima di ⟨m⟩, ⟨n⟩, o ⟨r⟩                                                                       |
| ⟨s⟩        | [ʒ]        | Surs. 'sbaglio', Put. 'cucchiaio'           | prima di ostruenti sonore |
| ⟨sch⟩      | [ʃ]        | Surs. ‘noioso’, Put. 'dimenticare'          | In ogni posizione, non distinguibile da [ʒ] allo scritto                                                                                    |
| ⟨sch⟩      | [ʒ]        | Surs. 'burro', Put. 'lavorare'              | In ogni posizione a parte a fine parola, non distinguibile da [ʃ] allo scritto                                                              |
| ⟨s-ch⟩     | [ʃtɕ]      | Put. 'pascolo'                              | succede solo in Putèr e Vallader, corrisponde a ⟨stg⟩ negli altri dialetti                                                                  |
| ⟨t⟩        | [t]        | Surs. 'tutto', Put. 'tutto'                 | |
| ⟨tg⟩       | [tɕ]       | Surs. 'villaggio'                           | corrisponde a ⟨ch⟩ in Putèr e Vallader |
| ⟨tsch⟩     | [tʃ]       | Surs. ‘parlare’, Put. 'sciopero'            | |
| ⟨v⟩        | [v]        | Surs. ‘riva’, Put. 'verdura'                | |
| ⟨w⟩        | [v]        | pista da bowling 'pista da bowling'         | Solo con parole straniere |
| ⟨x⟩        | [ks]       | ‘esatto’                                    | Principalmente con parole straniere e nomi propri                                                                                           |
| ⟨y⟩        |            | Vall. 'hockey'                              | Solo con parole straniere |
| ⟨z⟩        | [ts]       | Surs. 'canzone', Put. 'nascondiglio'        | |

| Ortografia | IPA                 | Esempio                                           | Note                                                                                     |
| ---------- | ------------------- | ------------------------------------------------- | ---------------------------------------------------------------------------------------- |
| ⟨a⟩        | [a]                 | Surs. 'chiave', Put. 'bagno'                      | Nelle sillabe accentuate                                                                 |
| ⟨a⟩        | [ɐ] or [ə]          | Surs. 'casa', 'canzone', Put. 'canzone', 'giallo' | Nelle sillabe non accentuate                                                             |
| ⟨ai⟩       | [ai̯]                | Surs. 'tosto', Put. 'neve'                        |                                                                                          |
| ⟨au⟩       | [au̯]                | Surs. 'oro', Vall. 'contadino'                    | In gran parte dei dialetti                                                               |
| ⟨au⟩       | [ɛ]                 | Put. 'mano'                                       | in Putèr                                                                                 |
| ⟨e⟩        | [ɛ]                 | sur. 'luce', Put. 'finestra'                      | Nelle sillabe accentuate                                                                 |
| ⟨e⟩        | [e]                 | sur. 'capanna', Put. 'buongiorno'                 | Nelle sillabe accentuate                                                                 |
| ⟨e⟩        | [ə] or [ɐ]          | sur. 'giallo', Vall. 'libro'                      | Nelle sillabe non accentuate                                                             |
| ⟨é⟩        | [e]                 | Surs. 'pera'                                      | Di solito solo nelle parole dove [e] è in contrasto con [ɛ] viene scritta con un accento |
| ⟨è⟩        | [ɛ]                 | Surs. 'paio'                                      | Di solito solo nelle parole dove [e] è in contrasto con [ɛ] viene scritta con un accento |
| ⟨ê⟩        | [e]                 | Put. 'paio'                                       | Di solito solo nelle parole dove [e] è in contrasto con [ɛ] viene scritta con un accento |
| ⟨ei⟩       | [ɛi̯], [ai̯], or [ɔi̯] | Surs. 'tavola', Put. 'medico'                     | L’esatta pronuncia dipende dal dialetto                                                  |
| ⟨eu⟩       | [ɛu̯]                | Surs. 'io', Vall. 'gente'                         |                                                                                          |
| ⟨i⟩        | [i]                 | Surs. 'tu', Put. 'attizzare'                      | Vedere sopra per ⟨gi⟩ e ⟨gli⟩                                                            |
| ⟨ï⟩        | [i.]                | Put. 'violino'                                    | Segnala che la vocale non forma un dittongo con la vocale seguente                       |
| ⟨ia⟩       | [i̯a]                | Surs. 'festa'                                     |                                                                                          |
| ⟨ie⟩       | [ie̯]                | Surs. 'cielo', Put. 'miele'                       |                                                                                          |
| ⟨iu⟩       | [iu̯]                | Surs. ‘aceto’                                     |                                                                                          |
| ⟨iau⟩      | [i̯au̯]               | Surs. 'commiato'                                  |                                                                                          |
| ⟨ieu⟩      | [i̯ɛu̯]               | Surs. 'io'                                        | anche scritto ⟨jeu⟩                                                                      |
| ⟨o⟩        | [ɔ]                 | sur. 'gamba', Put. 'mela',                        |                                                                                          |
| ⟨ou⟩       | [ɔ]                 | Put. 'volta'                                      | in Putèr                                                                                 |
| ⟨ou⟩       | [o]                 | Vall. 'ruota'                                     | in Vallader                                                                              |
| ⟨ou⟩       | [ou̯]                | nous 'noi'                                        | in Surmiran                                                                              |
| ⟨oͤ⟩        | [ø]                 | Put. 'cacio'                                      | Solo in Putèr e Vallader                                                                 |
| ⟨u⟩        | [u]                 | sur. 'lavorare', Put. 'tedesco'                   | Dipende dalla parola e dal dialetto                                                      |
| ⟨u⟩        | [o], [ʊ]            | sur. 'libro', Put. 'libro'                        | Dipende dalla parola e dal dialetto                                                      |
| ⟨ua⟩       | [u̯a]                | Surs. ‘quattro’, Put. 'chiodo'                    |                                                                                          |
| ⟨ue⟩       | [u̯ɛ]                | Surs. 'conto'                                     |                                                                                          |
| ⟨ui⟩       | [u̯i]                | Put. 'conto'                                      |                                                                                          |
| ⟨uo⟩       | [uɔ̯]                | Surs. 'ragazzo', Put. 'camoscio'                  |                                                                                          |
| ⟨uai⟩      | [u̯ai̯]               | quai 'questo', Put. frequaint 'frequente'         |                                                                                          |
| ⟨uei⟩      | [u̯ɛi̯]               | Surs. 'questo'                                    |                                                                                          |
| ⟨uau⟩      | [u̯au̯]               | Surs. 'foresta'                                   |                                                                                          |
| ⟨uͤ⟩        | [y]                 | Put. 'tu'                                         | Solo in Putèr e Vallader                                                                 |
| ⟨uͤe⟩       | [yɛ̯]                | Put. 'offerta'                                    | Solo in Putèr e Vallader                                                                 |

## Grammatica

### Morfologia
Il romancio ha, come le altre lingue romanze, solo due generi: il maschile e il femminile (i bambini di madrelingua romancia che studiano tedesco a scuola notano subito la differenza dell'articolo tedesco: der, die, das, presente in tre generi).
I sostantivi non sono declinati, ma la categoria grammaticale è espressa attraverso l'ordine delle parole.

## Esempio
| Romancio grigionese (standard scritto unificato) | Sursilvano | Sottosilvano | Surmirano | Alto engadinese | Basso engadinese | Italiano |
| --- | --- | --- | --- | --- | --- | --- |
| La vulp era puspè ina giada fomentada. Qua ha ella vis sin in pign in corv che tegneva in toc chaschiel en ses pichel. Quai ma gustass, ha ella pensà, ed ha clamà al corv: «Tge bel che ti es! Sche tes chant è uschè bel sco tia parita, lura es ti il pli bel utschè da tuts». | L'uolp era puspei ina gada fomentada. Cheu ha ella viu sin in pegn in tgiaper che teneva in toc caschiel en siu bec. Quei gustass a mi, ha ella tertgiau, e clamau al tgiaper: «Tgei bi che ti eis! Sche tiu cant ei schi bials sco tia pareta, lu eis ti il pli bi utschi da tuts.» | La vualp eara puspe egn'eada fumantada. Qua à ella vieu sen egn pegn egn corv ca taneva egn toc caschiel ainten sieus pecel. Quegl gustass a mei, à ella tartgieu, ed ha clamo agli corv: «Tge beal ca tei es! Scha tieus tgiànt e aschi beal sco tia pareta, alura es tei igl ple beal utschi da tuts». | La golp era puspe eneda famantada. Cò ò ella via sen en pegn en corv tgi tigniva en toc caschiel an sies pecal. Chegl am gustess, ò ella panso, ed ò clamo agl corv: «Tge bel tgi te ist! Schi ties cant è schi bel scu tia parentscha, alloura ist te igl pli bel utschel da tots». | La vuolp d'eira darcho üna vouta famanteda. Cò ho'la vis sün ün pign ün corv chi tgnaiva ün töch chaschöl in sieu pical. Que am gustess, ho'la penso, ed ho clamo al corv: «Che bel cha tü est! Scha tieu chaunt es uschè bel scu tia apparentscha, alura est tü il pü bel utschè da tuots». | La vuolp d'eira darcheu üna jada fomantada. Qua ha'la vis sün ün pin ün corv chi tgnaiva ün toc chaschöl in seis pical. Quai am gustess, ha'la pensà, ed ha clomà al corv: «Che bel cha tü est! Scha teis chant es uschè bel sco tia apparentscha, lura est tü il plü bel utschè da tuots». | La volpe era ancora una volta affamata. Vide un corvo posato su un pino con un pezzo di formaggio nel becco. Come lo gusterei, pensò la volpe, e disse al corvo: «Come sei bello! Se il tuo canto è così bello come il tuo aspetto, allora sei l'uccello più bello di tutti». |